# Qualcuno dietro la porta
Qualcuno dietro la porta (Quelqu'un derrière la porte) è un film del 1971 diretto da Nicolas Gessner.
È basato sul romanzo di Jacques Robert.

## Trama
A Folkestone, nel Kent, il celebre psichiatra Laurence Jeffries vive con la moglie Frances. Da tempo è al corrente della relazione adulterina che la consorte intrattiene con un francese, Paul, dal quale sovente si reca, a Parigi, con un pretesto. Poco prima di una nuova scappatella, un pescatore si presenta dal medico con uno sconosciuto amnesico, che ha trovato sulla spiaggia. Laurence intuisce che il misterioso uomo può essere uno strumento micidiale per vendicarsi della moglie e lo porta nella propria dimora, per seguire da vicino il suo caso. Frances, completamente ignara, parte per Parigi, fingendo di recarsi a Londra dal fratello.
Durante la sua assenza, il dottore, sulla base dei pochi e confusi ricordi dello sconosciuto, tra cui una donna vista sulla spiaggia, riesce a convincerlo che quella donna è Frances, sua moglie. Fa infatti ritrovare tra le sue carte una sua foto, segno evidente che tra lo sconosciuto e Frances c'era una relazione amorosa. Sempre secondo la fittizia ricostruzione del medico, lo straniero sarebbe stato al corrente dell'adulterio di Frances con Paul e, tramortito da quest'ultimo, avrebbe perso i sensi, mentre Paul gli uccideva la moglie. L'uomo crede alla versione raccontata, e, aiutato dallo psichiatra, chiede un incontro a Paul, con un inutile telegramma che il dottore gli prospetta efficace e invece strappa quando esce per imbucarlo, avendo già preso accordi con il cognato, con cui finge di voler avere una discussione civile con Paul.
Quando questi giunge a casa del dottor Jeffries, si ritrova davanti lo sconosciuto, il quale lo uccide. All'appuntamento è presente anche Frances. Sconvolta per l'omicidio dell'amante, si nega all'assassino, stupito nel vedersi respinto e non riconosciuto dalla moglie. Ripreso da furore (sulla spiaggia aveva infatti violentato e ucciso una donna dopo essere fuggito da un ospedale psichiatrico, come alcuni agenti hanno in seguito rivelato a Jeffries), avvia con lei una colluttazione, finché Jeffries interviene, rivelando che Frances non è sua moglie e mandandolo sulla spiaggia, dove lo farà arrestare dalla polizia, accusandolo inoltre del nuovo omicidio commesso.
Rimasti soli, Frances rinfaccia al marito un matrimonio in cui è sempre stata trascurata, con un uomo dedito esclusivamente al lavoro. Laurence, allora, la lascia libera, se vuole, di denunciarlo alla polizia.

## Produzione
Diretto da Nicolas Gessner su una sceneggiatura di Marc Behm, Gessner stesso, Jacques Robert e Lorenzo Ventavoli con il soggetto di Jacques Robert (autore del romanzo), fu prodotto da Raymond Danon, Nicolas Gessner e Maurice Jacquin per Lira Films e Société Nouvelle de Cinématographie e girato in lingua inglese a Folkestone in Inghilterra.

## Distribuzione
Le date di uscita internazionali nel corso del 1971 sono state:
- 28 luglio in Francia (Quelqu'un derrière la porte)
- 21 agosto in Italia (Qualcuno dietro la porta)
- 15 settembre negli Stati Uniti (Someone Behind the Door)
- 6 dicembre in Spagna (Alguien detrás de la puerta)
- 1972 nel Regno Unito
- Aprile in Austria (Der aus dem Dunkeln kam)
- 20 aprile in Ungheria (Valaki az ajtó mögött)
- 18 maggio in Germania Ovest (Der Mörder hinter der Tür)
- 12 luglio in Svezia (Mördare bakom dörren)
- 20 agosto 1973 in Norvegia
- 1º marzo 1974 in Finlandia (Murhaaja oven takana)
- in Perù (Alguien tras la puerta)
- in Portogallo (Dívida de Ódio)
- in Turchia (Kapinin arkasinda biri var)
- in Grecia (Kapoios piso apo tin porta)

## Accoglienza

### Critica
Secondo il Morandini il film è un "dramma a suspense, scritto con rozzezza effettistica" che "concede troppo all'istrionismo senza freni dei due protagonisti".